# Josh Smith
Joshua Smith, detto Josh (College Park, 5 dicembre 1985), è un ex cestista statunitense.
Soprannominato J-Smoove, ha giocato in NBA e in Cina durante la sua carriera.

## Carriera

### High school
Ha giocato il suo ultimo anno nelle high school nella Oak Hill Academy a Mouth of Wilson, Virginia, dopo aver lasciato la McEachern High School, a Powder Springs, Georgia. Nel "Nike Hoop Summit", Smith ha condotto il Team USA sulla selezione mondiale per 99-79, realizzando 27 punti e ricevendo gli onori dell'MVP.

### NBA

#### Atlanta Hawks
Smith si è dichiarato eleggibile per il Draft NBA 2004, rinunciando a una carriera nell'Indiana University. È stato chiamato dagli Atlanta Hawks con la 17ª scelta assoluta nel draft dello stesso anno. Ha espresso pubblicamente il suo disaccordo con la nuova legge che vietava ai giocatori di rendersi eleggibili al draft.

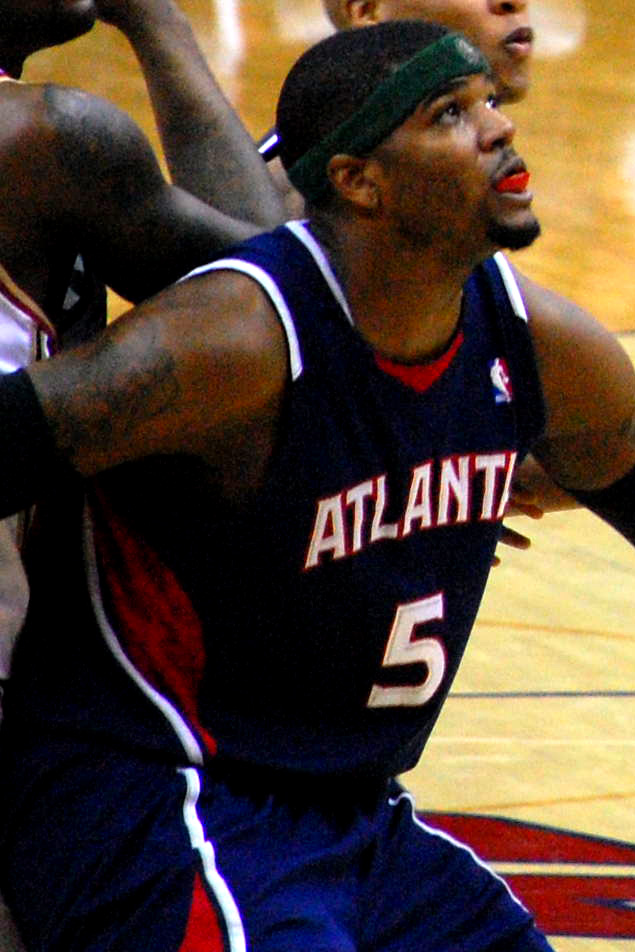
Josh Smith con la casacca degli Hawks

Smith ha vinto l'NBA Slam Dunk Contest nel suo anno da rookie durante l'All-Star Weekend del 2005. Aveva la media di 9,7 punti, 6,2 rimbalzi e 1,95 stoppate a partita nella stagione 2004-2005 e venne scelto per la seconda squadra All-Rookie dell'NBA. Durante la stagione 2005-06, Smith ha avuto la media di 2,25 stoppate a partita, settimo di tutta l'NBA.
Dopo l'All-Star Weekend, Smith continuò il suo rapido sviluppo. Arrivò secondo in NBA per stoppate totali, quarto per stoppate a partita oltre a realizzare in media 15,0 punti, 7,8 rimbalzi, 4,1 assist, 3,1 stoppate e 1,0 rubate dopo la pausa per l'All-Star week-end e il suo contributo ha aiutato gli Hawks a ottenere il doppio delle vittorie ottenute l'anno precedente, terminando col record di 26-56.
Il 3 marzo 2007, Smith ha raggiunto le 500 stoppate, divenendo il più giovane nella storia dell'NBA ad averlo fatto.
Smith ha terminato la stagione 2006-07 con 16,4 punti a partita, 8,6 rimbalzi, 3,3 assist, 1,4 palle rubate e 2,9 stoppate, migliorando le statistiche del suo anno precedente. Mentre Joe Johnson era fuori per un infortunio, Smith è stato il leader degli Hawks realizzando anche il suo career high di 32 punti e 19 rimbalzi. Il 17 novembre 2007 realizza un nuovo career-high di 38 punti contro i Milwaukee Bucks.
L'8 agosto 2008 accetta l'offerta dei Memphis Grizzlies, ma gli Hawks pareggiano subito l'offerta. Smith era stato lasciato diventare un free agent con restrizioni, in modo da fargli tastare il mercato e mettergli pressione per fissare un prezzo.
Il 2 febbraio 2010 Smith diventa il giocatore più giovane (24 anni) a realizzare 1000 stoppate.
Ha realizzato la sua prima (e attualmente unica) tripla-doppia con 12 punti, 13 rimbalzi e 10 assist il 28 novembre 2010, contro i Raptors.

#### Detroit Pistons
Il 10 luglio 2013 firma un contratto quadriennale a 56 milioni di dollari con i Detroit Pistons. Il 10 gennaio 2014 ha realizzato 22 punti, 13 rimbalzi, 7 assist, 5 stoppate e 4 palle rubate nella vittoria per 114-104 contro i Philadelphia 76ers. Il 22 febbraio 2014 realizza un career-high di 22 punti al termine del primo tempo della partita; chiude con 34 punti, ma i Pistons vengono sconfitti per 102-113 dai Dallas Mavericks.
Il 22 dicembre 2014 viene clamorosamente tagliato dai Pistons a causa della difficile convivenza con gli altri due lunghi della squadra, Andre Drummond e Greg Monroe.

#### Houston Rockets
Il 26 dicembre 2014 firma un contratto annuale da 2,1 milioni di dollari con gli Houston Rockets. Debutta con la nuova maglia lo stesso giorno, realizzando 21 punti e 8 rimbalzi nella vittoria per 117-111 all'overtime con i Memphis Grizzlies.
Il 17 luglio 2015 firma con i Clippers ma il 22 gennaio 2016, dopo appena 6 mesi a Los Angeles, il club californiano lo rispedisce a Houston.

## Statistiche
| * | Primo nella lega |

### NBA

#### Regular season
| Anno      | Squadra         | PG  | PT  | MP   | TC%  | 3P%  | TL%  | RP  | AP  | PRP | SP  | PP   |
| --------- | --------------- | --- | --- | ---- | ---- | ---- | ---- | --- | --- | --- | --- | ---- |
| 2004-2005 | Atlanta Hawks   | 74  | 59  | 27,7 | 45,5 | 17,4 | 68,8 | 6,2 | 1,7 | 0,8 | 1,9 | 9,7  |
| 2005-2006 | Atlanta Hawks   | 80  | 73  | 32,0 | 42,5 | 30,9 | 71,9 | 6,6 | 2,4 | 0,8 | 2,6 | 11,3 |
| 2006-2007 | Atlanta Hawks   | 72  | 72  | 36,8 | 43,9 | 25,0 | 69,3 | 8,6 | 3,3 | 1,4 | 2,9 | 16,4 |
| 2007-2008 | Atlanta Hawks   | 81  | 81  | 35,5 | 45,7 | 25,3 | 71,0 | 8,2 | 3,4 | 1,5 | 2,8 | 17,2 |
| 2008-2009 | Atlanta Hawks   | 69  | 69  | 35,1 | 49,2 | 29,9 | 58,8 | 7,2 | 2,4 | 1,4 | 1,6 | 15,6 |
| 2009-2010 | Atlanta Hawks   | 81  | 81  | 35,4 | 50,5 | 0,0  | 61,8 | 8,7 | 4,2 | 1,6 | 2,1 | 15,7 |
| 2010-2011 | Atlanta Hawks   | 77  | 77  | 34,4 | 47,7 | 33,1 | 72,5 | 8,5 | 3,3 | 1,3 | 1,6 | 16,5 |
| 2011-2012 | Atlanta Hawks   | 66  | 66  | 35,3 | 45,8 | 25,7 | 63,0 | 9,6 | 3,9 | 1,4 | 1,7 | 18,8 |
| 2012-2013 | Atlanta Hawks   | 76  | 76  | 35,3 | 46,5 | 30,3 | 51,7 | 8,4 | 4,2 | 1,2 | 1,8 | 17,5 |
| 2013-2014 | Detroit Pistons | 77  | 76  | 35,5 | 41,9 | 26,4 | 53,2 | 6,8 | 3,3 | 1,4 | 1,4 | 16,4 |
| 2014-2015 | Detroit Pistons | 28  | 28  | 32,0 | 39,1 | 24,3 | 46,8 | 7,2 | 4,7 | 1,3 | 1,7 | 13,1 |
| 2014-2015 | Houston Rockets | 55  | 7   | 25,5 | 43,8 | 33,0 | 52,1 | 6,0 | 2,6 | 0,9 | 1,2 | 12,0 |
| 2015-2016 | L.A. Clippers   | 32  | 1   | 14,3 | 38,3 | 31,0 | 59,5 | 3,9 | 1,3 | 0,6 | 1,1 | 5,7  |
| 2015-2016 | Houston Rockets | 23  | 6   | 18,3 | 34,3 | 27,1 | 48,0 | 2,9 | 2,1 | 0,7 | 0,6 | 6,6  |
| 2017-2018 | N.O. Pelicans   | 3   | 0   | 4,0  | 25,0 | 0,0  | 0,0  | 1,3 | 0,0 | 0,0 | 0,0 | 0,7  |
| Carriera  | Carriera        | 894 | 772 | 32,4 | 45,2 | 28,5 | 63,2 | 7,4 | 3,1 | 1,2 | 1,9 | 14,5 |

#### Play-off
| Anno     | Squadra         | PG | PT | MP   | TC%  | 3P%  | TL%  | RP    | AP  | PRP | SP  | PP   |
| -------- | --------------- | -- | -- | ---- | ---- | ---- | ---- | ----- | --- | --- | --- | ---- |
| 2008     | Atlanta Hawks   | 7  | 7  | 33,9 | 39,8 | 16,7 | 84,1 | 6,4   | 2,9 | 1,7 | 2,9 | 15,7 |
| 2009     | Atlanta Hawks   | 11 | 11 | 37,3 | 42,1 | 13,3 | 73,2 | 7,5   | 2,2 | 1,1 | 1,5 | 17,1 |
| 2010     | Atlanta Hawks   | 11 | 11 | 35,6 | 48,1 | 33,3 | 65,9 | 9,0   | 2,6 | 1,2 | 1,7 | 14,1 |
| 2011     | Atlanta Hawks   | 12 | 12 | 36,5 | 40,4 | 12,5 | 59,7 | 8,5   | 2,9 | 1,1 | 2,1 | 15,1 |
| 2012     | Atlanta Hawks   | 5  | 5  | 39,2 | 38,6 | 0,0  | 76,2 | 13,6* | 4,8 | 0,6 | 1,0 | 16,8 |
| 2013     | Atlanta Hawks   | 6  | 6  | 33,2 | 43,3 | 25,0 | 52,8 | 7,5   | 3,5 | 1,8 | 0,5 | 17,0 |
| 2015     | Houston Rockets | 17 | 8  | 23,3 | 43,8 | 38,0 | 43,2 | 5,6   | 2,7 | 0,5 | 1,0 | 13,5 |
| 2016     | Houston Rockets | 4  | 0  | 9,5  | 46,2 | 50,0 | 0,0  | 0,5   | 1,0 | 0,3 | 0,3 | 4,0  |
| Carriera | Carriera        | 73 | 60 | 31,6 | 42,6 | 27,7 | 62,7 | 7,4   | 2,8 | 1,0 | 1,5 | 14,6 |

#### Massimi in carriera
- Massimo di punti: 38 vs Milwaukee Bucks (17 novembre 2007)[5]
- Massimo di rimbalzi: 22 vs Houston Rockets (12 marzo 2008)
- Massimo di assist: 12 vs Golden State Warriors (30 novembre 2014)
- Massimo di stoppate: 10 vs Dallas Mavericks (18 dicembre 2004)
- Massimo di palle rubate: 7 vs Dallas Mavericks (26 febbraio 2010)
- Massimo di minuti giocati: 51 vs Cleveland Cavaliers (21 marzo 2012)

## Palmarès
- McDonald's All-American Game (2004)
- NBA All-Rookie Second Team (2005)
- NBA All-Defensive Second Team (2010)
- All-Star Game Slam Dunk Champion (2005)
- Trentunesimo miglior stoppatore di sempre NBA